# خانواده سلطنتی بریتانیا

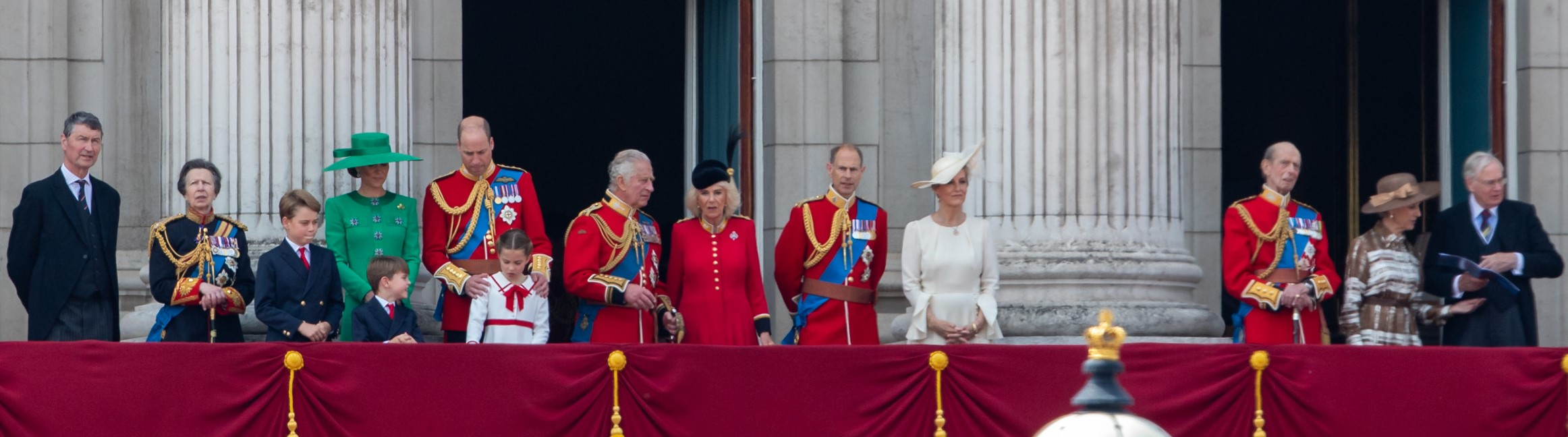
خانواده سلطنتی در بالکن کاخ باکینگهام پس از رژه سالانه رنگ‌ها در سال ۲۰۲۳. از چپ به راست: تیموتی لورنس؛ شاهدخت آن؛ شاهزاده جورج؛ شاهزاده لویی، روبروی کاترین، شاهدخت ولز؛ شاهدخت شارلوت، روبروی ویلیام، شاهزاده ولز؛ چارلز سوم؛ ملکه کامیلا؛ شاهزاده ادوارد، دوک ادینبرو؛ سوفی، دوشس ادینبرو؛ شاهزاده ادوارد، دوک کنت؛ بریژیت، دوشس گلاستر؛ پرنس ریچارد، دوک گلاستر

خانواده سلطنتی بریتانیا گروه خانوادگی خویشاوندان نزدیک فرمانروای بریتانیا است. تعریف دقیق یا رسمی در بریتانیا در این خصوص که چه کسی عضو خانوادهٔ سلطنتی هست یا نیست وجود ندارد و فهرست‌های گوناگون افراد متعددی را در بر می‌گیرند. به هر روی، کسانی که حامل عنوان والاحضرت یا والامقام هستند معمولاً عضو تلقی می‌شوند. طبق این معیار، خانوادهٔ سلطنتی معمولاً فرمانروا، همسر او، بیوگان فرمانروایان قبلی، فرزندان و نوه‌های پسری فرمانروا و فرمانروایان پیشین و فرزندان بزرگ‌ترین پسر شاهزادهٔ ولز را در بر می‌گیرد.

## اعضا
این فهرستی از اعضای کنونی خانواده سلطنتی دارای عناوین اعلی‌حضرت، علیاحضرت یا والاحضرت است:
- شاه چارلز سوم و   ملکه کامیلا (پادشاه و ملکهٔ فعلی)
  - ویلیام، شاهزاده ولز و کاترین، شاهدخت ولز (پسر پادشاه و همسرش)
    - شاهزاده جرج ولز (نوه پادشاه)
    - شاهدخت شارلوت ولز (نوه پادشاه)
    - شاهزاده لویی ولز (نوه پادشاه)

  - شاهزاده هری، دوک ساسکس و مگان، دوشس ساسکس (پسر پادشاه و همسرش)
    - شاهزاده آرچی ساسکس (نوه پادشاه)
    - شاهدخت لیلیبت ساسکس (نوه پادشاه)
- شاهدخت آن، شاهدخت سلطنتی (خواهر پادشاه)
- شاهزاده اندرو، دوک یورک (برادر پادشاه)
  - شاهدخت بئاتریس یورک (برادرزاده پادشاه)
  - شاهدخت یوژنی یورک (برادرزاده پادشاه)
- شاهزاده ادوارد، دوک ادینبرو و سوفی، دوشس ادینبرو (برادر پادشاه و همسرش)
- دوک و دوشس گلاستر (پسرعموی مادر پادشاه و همسرش)
- شاهزاده ادوارد، دوک کنت و دوشس کنت (پسرعموی مادر پادشاه و همسرش)
- شاهدخت الکسندرا، لیدی اُگیلوی (دخترعموی مادر پادشاه)
- شاهزاده و شاهدخت مایکل کنت (پسرعموی مادر پادشاه و همسرش)

## اعضای بدون عنوان
تعداد کمی از اعضای نزدیک خانواده بدون عنوان هستند که گاهی در فهرست‌ها ذکر می‌شوند:
- جیمز، ارل وسکس، برادرزاده پادشاه
- لیدی لوئیز وینزر، برادرزاده پادشاه
- سر تیموتی لارنس، شوهرخواهر پادشاه
  - پیتر فیلیپس، خواهرزاده پادشاه
    - ساوانا و آیلا فیلیپس، فرزندان خواهرزاده پادشاه

  - زارا تیندال و مایک تیندال، خواهرزاده پادشاه و شوهر او
    - مایا، لنا و لوکاس تیندال، فرزندان خواهرزاده پادشاه
- ارل اسنودن، پسرخاله پادشاه
  - چارلز و مارگاریتا آرمسترانگ-جونز، فرزندان پسرخاله پادشاه
- لیدی سارا و دانیل چاتو، دخترخاله پادشاه و شوهر او
  - ساموئل و آرتور چاتو، فرزندان دخترخاله پادشاه
- سارا، دوشس یورک، زن‌برادر سابق پادشاه